# Pasquale Marino (botanico)
Pasquale Marino (Cammarata, 14 agosto 1971) è un botanico italiano.

## Biografia
Conosciuto anche come Mimmo Marino, si è laureato nel 1996 presso la Facoltà di Agraria dell'Università degli Studi di Palermo. Dal 2010 è Dottore di Ricerca in Scienze Ambientali a Catania per uno studio sul genere Genista in Sicilia. Nel 2013 consegue un secondo Dottorato in Biodiversità vegetale ed ecologia del paesaggio presso l'Università di Palermo con uno studio sul genere Pyrus.
È membro della Società Botanica Italiana, della Società Italiana di Scienza della vegetazione e della Società Siciliana di Scienze Naturali.
Il 7 aprile 2018 è stato eletto Presidente della Condotta Slow Food Monti Sicani.
Il 20 dicembre 2022 è stato nominato Accademico dei Georgofili.

## Premi
Nel 2011 è stato insignito del "Premio Società Botanica Italiana.

## Opere principali
- Marino P, Castellano G, Bazan G, Schicchi R (2005). Carta del paesaggio e della biodiversità vegetale dei Monti Sicani sud-orientali (Sicilia centro-occidentale). Quad. Bot. Ambientale Appl., 16: 3-60.
- Raimondo FM, Schicchi R, Marino P (2006). Pyrus sicanorum (Rosaceae) a new species from Sicily. Flora Mediterranea, 16: 379-384.
- Lombardo G, Schicchi R, Marino P., Palla F (2011). Genetic analysis of Citrus aurantium L. (Rutaceae) cultivars by ISSR molecular markers. Plant Biosystems, 146: 19-26.
- Raimondo FM, Marino P, Schicchi R (2011).  Hydrophytic vegetation aspects in the Nebrodi Mountains (Sicily). Fitosociologia, 48 (2): 171-176.
- Castellano G, Marino P, Raimondo FM, Spadaro V (2012). Sorbus busambarensis (Rosaceae), a new endemic species of Sicily. Plant Biosystems, 146(supplement): 338-344.
- Marino P, Castellano G, Raimondo FM, Spadaro V (2012). Pyrus ciancioi (Rosaceae), a new species from Sicily. Plant Biosystems, 146 (3): 654-657.
- Marino P, Castellano G, Schicchi R (2012). Biodiversity and evolution of the dendroflora in the Mediterranean. Biodiversity Journal, 2012, 3(4): 401-406.
- Marino P, Guarino R, Bazan G (2012). The Sicilian taxa of Genista sect. Voglera and their phytosociological framework. Flora Mediterranea 22: 169-190.
- Marino P, Schicchi R,  Barone E, Raimondo FM, Domina G (2013) First results on the phenotypic analysis of wild and cultivated species of Pyrus in Sicily. Flora Mediterranea, 23: 237-243.
- Marino P, Castiglia G, Bazan G, Domina G, Guarino R (2014). Tertiary relict laurophyll vegetation in the Madonie mountains (Sicily) . Acta Botanica Gallica, 161(1): 47-61.
- Bazan G, Marino P, Guarino R, Domina G, Schicchi R (2015). Bioclimatology and vegetation series in sicily: A geostatistical approach. Annales Botanici Fennici, 52 (1-2): 1-18.
- Castrorao Barba A., Rotolo P., Marino P., Vassallo S., Bazan G., 2016. Harvesting memories project: ricognizioni archeologiche nelle Contrade Castro e Giardinello e nell’area di Monte Barraù (Corleone, Palermo). Notiziario Archeologico della Soprintendenza di Palermo 13: 2-36.
- Schicchi R., Marino P. (2012). Biotecnica delle specie vegetali. In: Monitoraggio della qualità dei suoli e rischio di desertificazione[10]. pp. 407-429, MILANO: The McGraw-Hill Companies, ISBN 978-88-386-7326-9.
- Schicchi R, Bazan G, Marino P, Raimondo FM (2012). I grandi alberi dei Nebrodi. Dip. Biologia ambientale e Biodiversità, Università di Palermo, pp. 144. Cod. ISBN 978-88-903108-4-3.[11][12]
- Schicchi R., Marino P., Raimondo F.M. (2008). Individuazione, valutazione e raccolta del germoplasma delle specie arboree da frutto di prevalente interesse negli agrosistemi tradizionali della Sicilia[13]. Palermo: Dipartimento di Scienze Botaniche dell'Università, vol. 41, p. 3-208, ISBN 978-88-903108-1-2
- Schicchi R, Marino P, Saporito L, Di Noto G, Raimondo FM (2008). Catalogo pomologico degli antichi fruttiferi di Sicilia. 1° Vol. – Università di Palermo, Dip. Scienze Botaniche, 224 pp. ISBN 978-88-903108-3-6.